# エスワティニの歴史
エスワティニの歴史ではエスワティニ王国の歴史を概説する。

## 石器時代からスワジ王国の誕生
この地域の歴史は、石器時代に遡る。しかし現在の主要民族であるスワジ人ではなく、サン人が定着していた。その証拠として岩壁画が国内に広く分布している。
16世紀にバンツー語系諸民族が南下してきた際、首長ドラミニが率いるスワジ人はズールー人に前進を阻まれ、リトル・ウスツ地区に定着した。この後も長い間ズールー人と争い続けた為に強力に訓練された軍隊ができた。
19世紀にはスワジ王国が誕生した。

## イギリスによる統治と独立
19世紀中ごろムスワジ2世の時、ズールー人へ対抗する為にイギリスへ援助を求め、19世紀末にはトランスバールに拠るオランダ系ボーア人の侵略に悩まされ、イギリスの保護を得ようとした。
1880年代には利権の為にヨーロッパ人がスワジ王ムバンデニを訪れ、1888年ヨーロッパ人に自治憲章が与えられた。1890年代にはイギリス、トランスバールによる共同統治を受け、その後スワジ人の反対を無視しトランスバール1国で統治した。
ボーア戦争が起きると、1902年にはイギリス高等弁務官領となるが、スワジ人独特の政治組織は残された。1921年にはソブーザ2世が白人からの土地奪回を図るも失敗した。この体制は1963年まで続いた。
1963年イギリス高等弁務官領から自治領となった。自治領ではイギリス女王の弁務官がスワジランド憲法により任命され、行政評議会、立法評議会が設置されると言うシステムがとられた。1967年には保護領となり内政の自治を得た。そして1968年9月6日スワジランド王国として独立した。

## 独立から現在まで
1972年5月に独立後初の総選挙では王党派のインボコドボ国民運動(INM)が、立憲主義のングワネ民族解放会議(NNLC)を押さえ圧勝した。
1973年ソブーザ2世は憲法を廃止、政党を禁止し、国王が行政・立法・司法を独占する絶対王政を敷いた。1977年には議会を廃止し、民族社会単位のティンクドラを導入した。1978年10月に新憲法を公布し、上院20議席、下院50議席の両院制を導入した。しかし国王がリップ拒否権などを持つ為議会の力は弱く、NNLCが反国王運動を行うも、指導者は即逮捕された。1982年ソブーザ2世の死後、王位継承による争いが起き、1年間続いた。1983年に保守派のヌトンビ王妃を摂政とし、1986年4月25日には息子のマホセティベ王子がムスワティ3世として即位。ベキムピ王子が首相となり、王位継承で対立したムファナシビリ王子は投獄される。
1990年代初めからNNLCや反政府組織人民統一民主運動 (PUDEMO) が王政批判や憲法改正要求を強める。国王はこれらを弾圧するも、NNLCやPUDEMOは国民の支持を集め政府は直接選挙制の一部導入などの改革を行った。1993年には20年ぶりの総選挙が実施され、多くの閣僚経験者は落選した。しかし反政府・反国王勢力が1995年、政府関連施設を攻撃。スワジランド労働組合 (SFTU) も同年と1996年、1997年にゼネラル・ストライキを実施した。こうした動きを受けムスワティ3世は1996年、憲法委員会(CRC)を設置。1998年、2度目の総選挙が行われた。
2000年もSFTU主導によるゼネストを実行され、国境封鎖デモが起きる2001年6月、ムスワティ3世は勅令で非常事態を宣言し、国王に批判的な新聞の発行停止や判事の任命権を国王が持つと規定したが、国内外の批判により翌月には撤回。同年、憲法委員会(CRC)が最終答申を発表。2002年2月、国王指名の憲法委員会委員15名が新憲法草案作りに着手した。
2003年1月、パウエル・アメリカ国務長官は、スワジランドの民主化が進展しなければ、スワジランド製品のアメリカへの輸出に関する特恵待遇を見直すと警告した。5月31日、憲法委員会が新憲法草案をムスワティ3世に提出。草案は宗教、結社、集会の自由や男女同権などを定めたが、絶対王政と野党禁止が維持された。
2004年には言論・集会の自由を認める新憲法が制定されたが、依然として国王専制に反対する野党勢力を取り締まるなど相反する政策を行っており、PUDEMOは「国王の権力を強化し、体制を永続化することが目的」と批判している。また、新憲法制定後も反対者の不当逮捕やジャーナリスト、労働組合指導者、LGBTへの弾圧は続いており批判を受けている。
2018年、ムスワティ3世により、国名をエスワティニに改名した。
2020年、新型コロナウィルスが猛威を振るう中、アンブロセ・ドラミニ首相（当時52歳）も感染し、南アフリカの病院で治療を受けるも死亡した。